# رائول خیمنز
رائول آلونسو خیمنز رودریگس (اسپانیایی: Raúl Alonso Jiménez Rodríguez‎؛ زاده ۵ مهٔ ۱۹۹۱) بازیکن فوتبال اهل مکزیک است که برای باشگاه فولام بازی می‌کند.